# Megaraneus gabonensis
Megaraneus gabonensis är en spindelart som först beskrevs av Lucas 1858.  Megaraneus gabonensis ingår i släktet Megaraneus och familjen hjulspindlar. Inga underarter finns listade i Catalogue of Life.